# Bezirk Harburg
Harburg er et bezirk (distrikt) i den tyske delstat Hamborg.

## Ekstern henvisning
- Wikimedia Commons har flere filer relateret til Bezirk Harburg

53°27′N 9°58′Ø / 53.45°N 9.97°Ø